# Honda Airwave
Honda Airwave — субкомпактный автомобиль, выпускавшийся с 2005 по 2010 год японской компанией Honda. 

## Описание
Дебют Honda Airwave состоялся 7 апреля 2005 года. Базовыми моделями стали Honda City и Honda Fit. Изначально автомобиль назывался Honda Orthia.
Airwave продавался в комплектациях G и L. На крыше был расположен панорамный стеклянный люк.
С 10 марта 2006 по август 2010 года Airwave продавался в Японии под названием Honda Partner (GJ3/GJ4). Он оснащался 1,5-литровым двигателем L15A i-DSI в паре с пятиступенчатой автоматической трансмиссией, которая также применялась в Honda Fit на североамериканском рынке.

В июне 2011 года преемником Airwave стал Fit Shuttle.

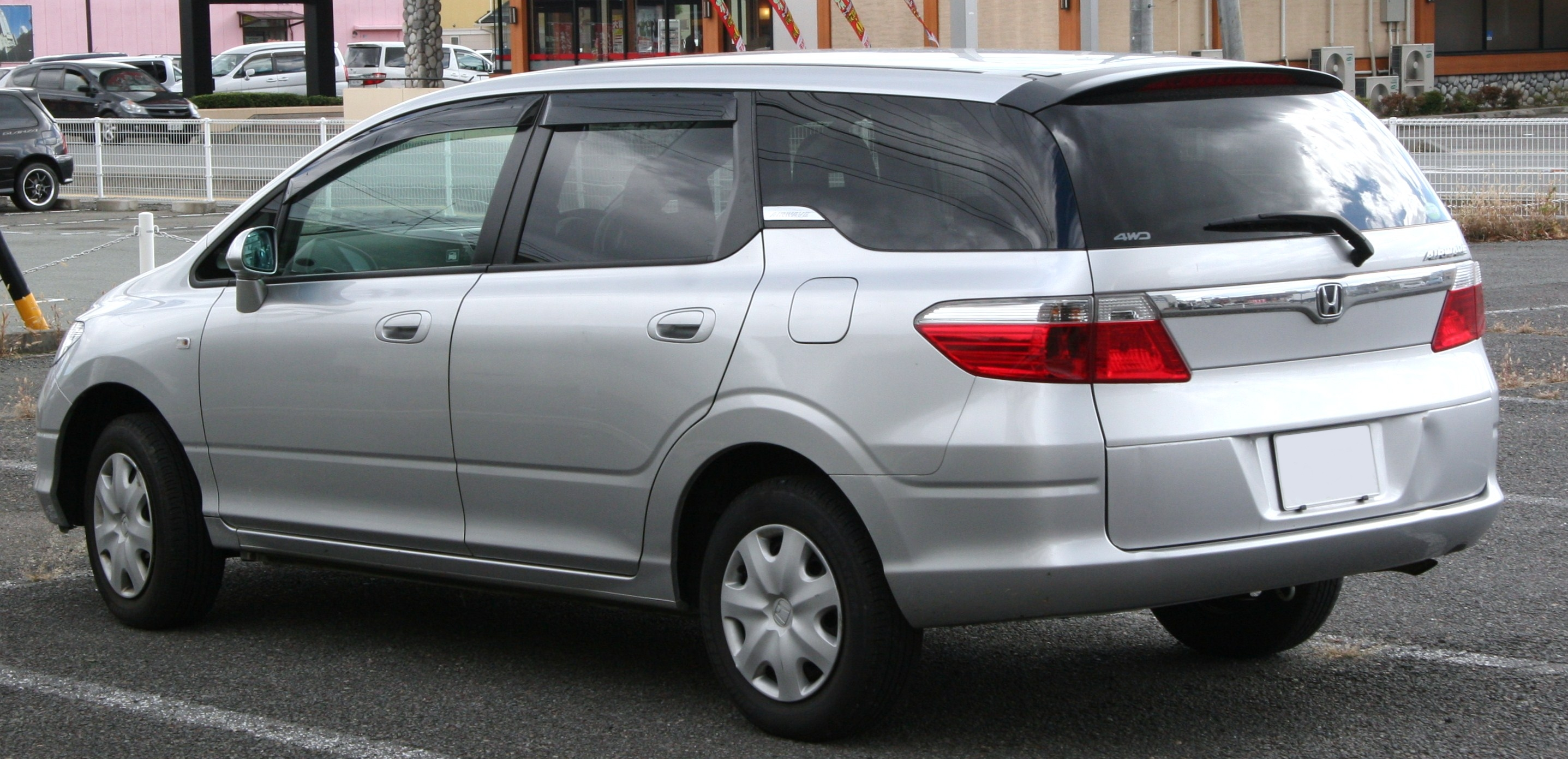
Вид сзади
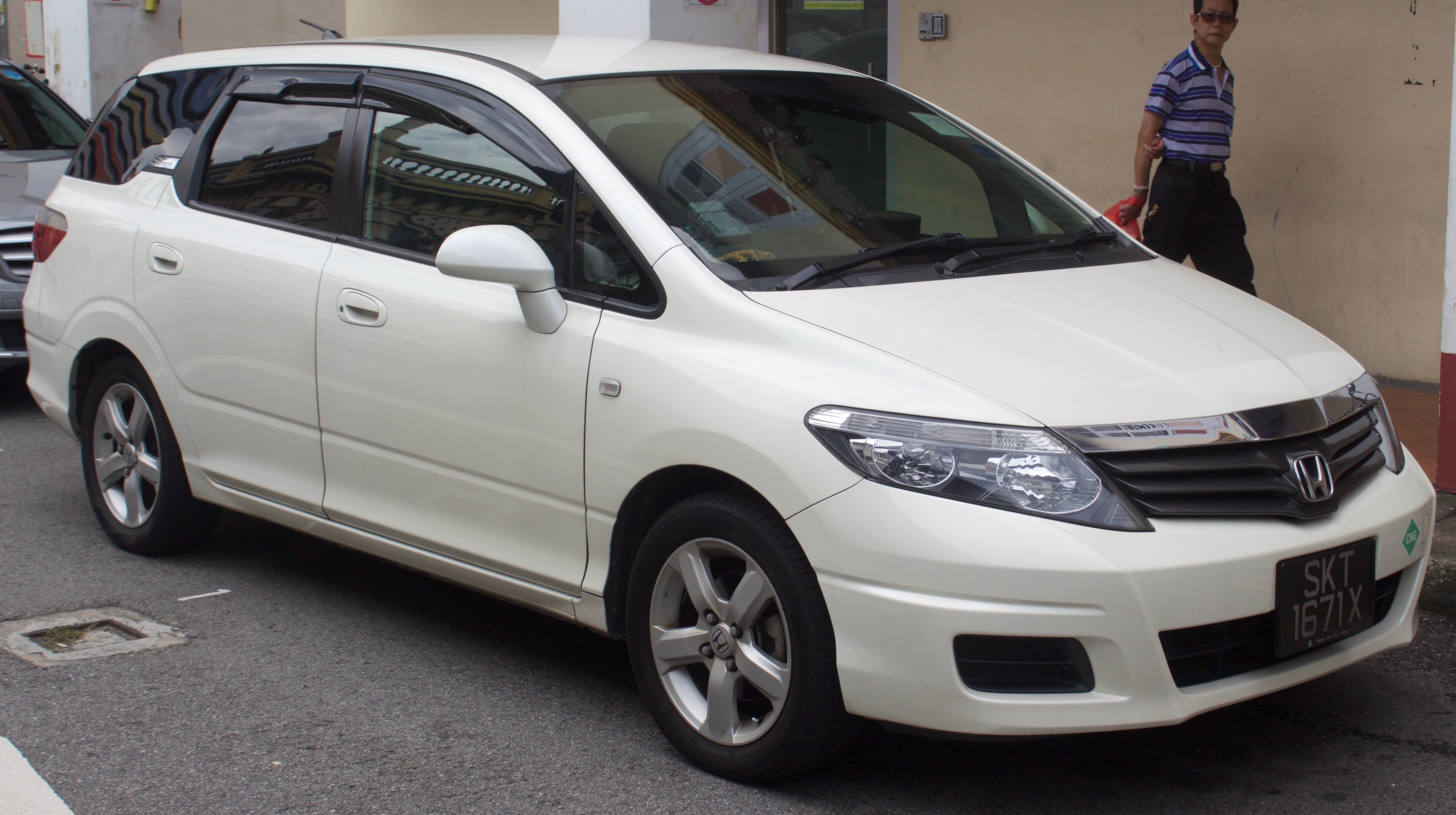
Фейслифтинг передней части
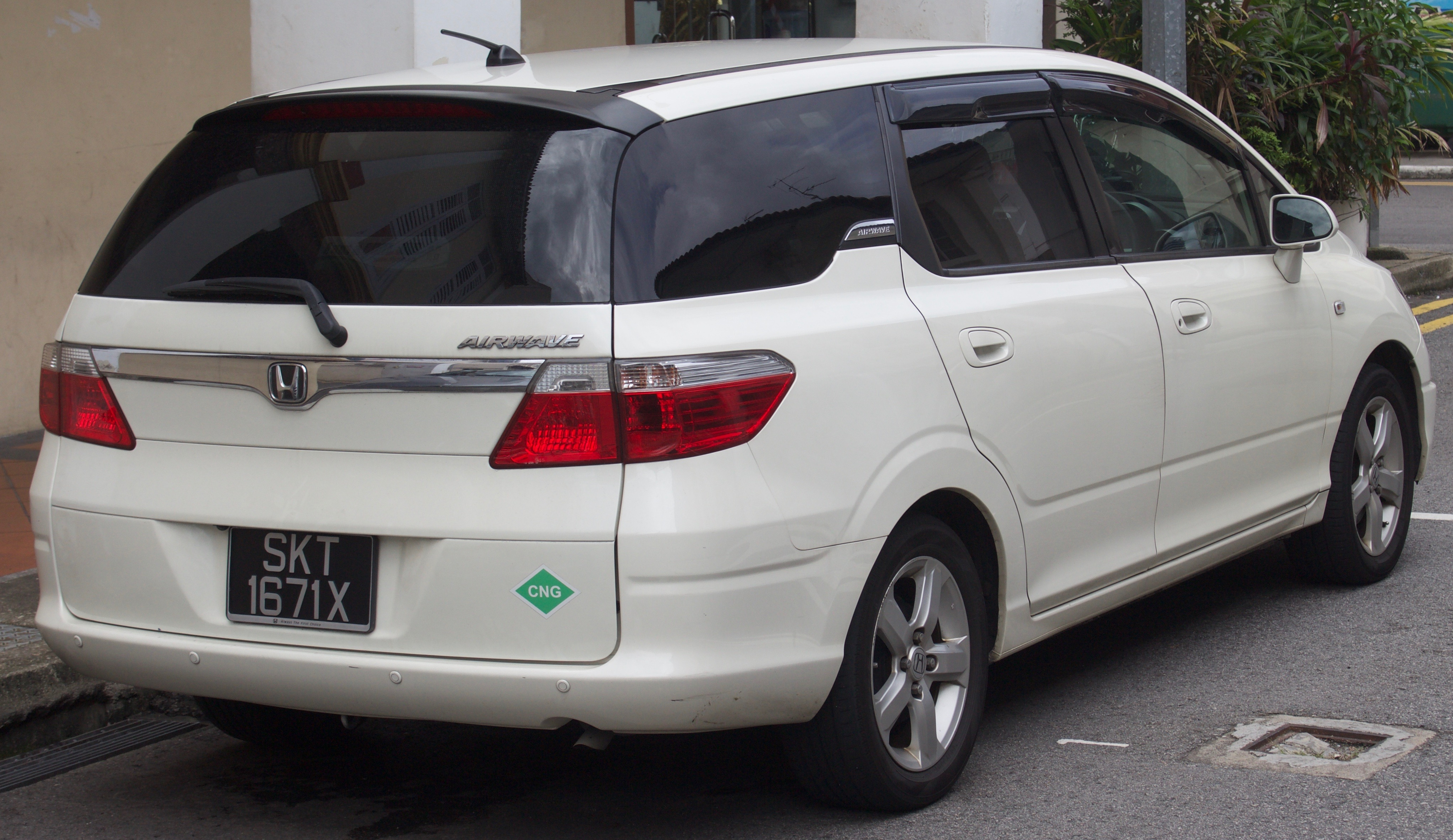
Фейслифтинг задней части
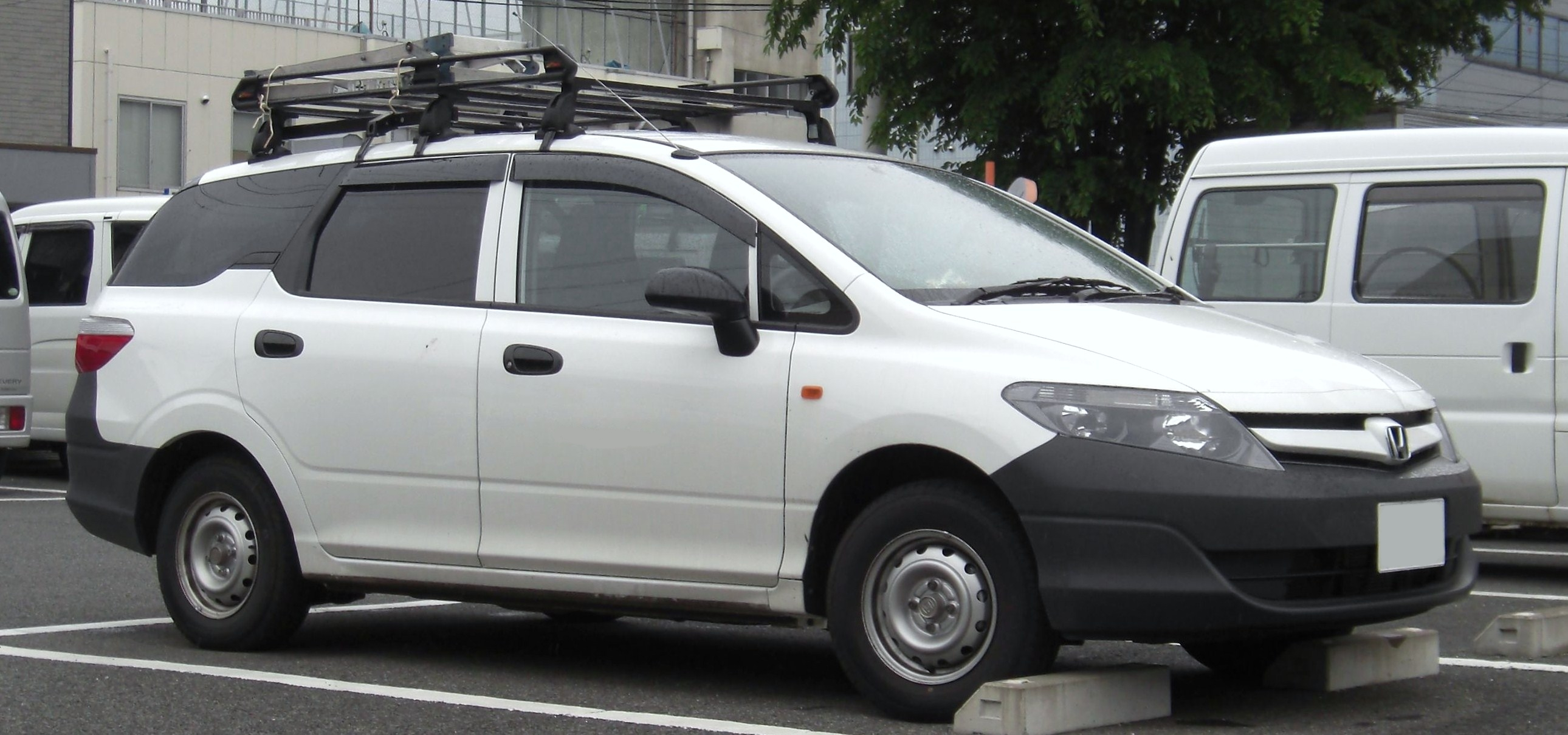
Honda Partner (Япония)
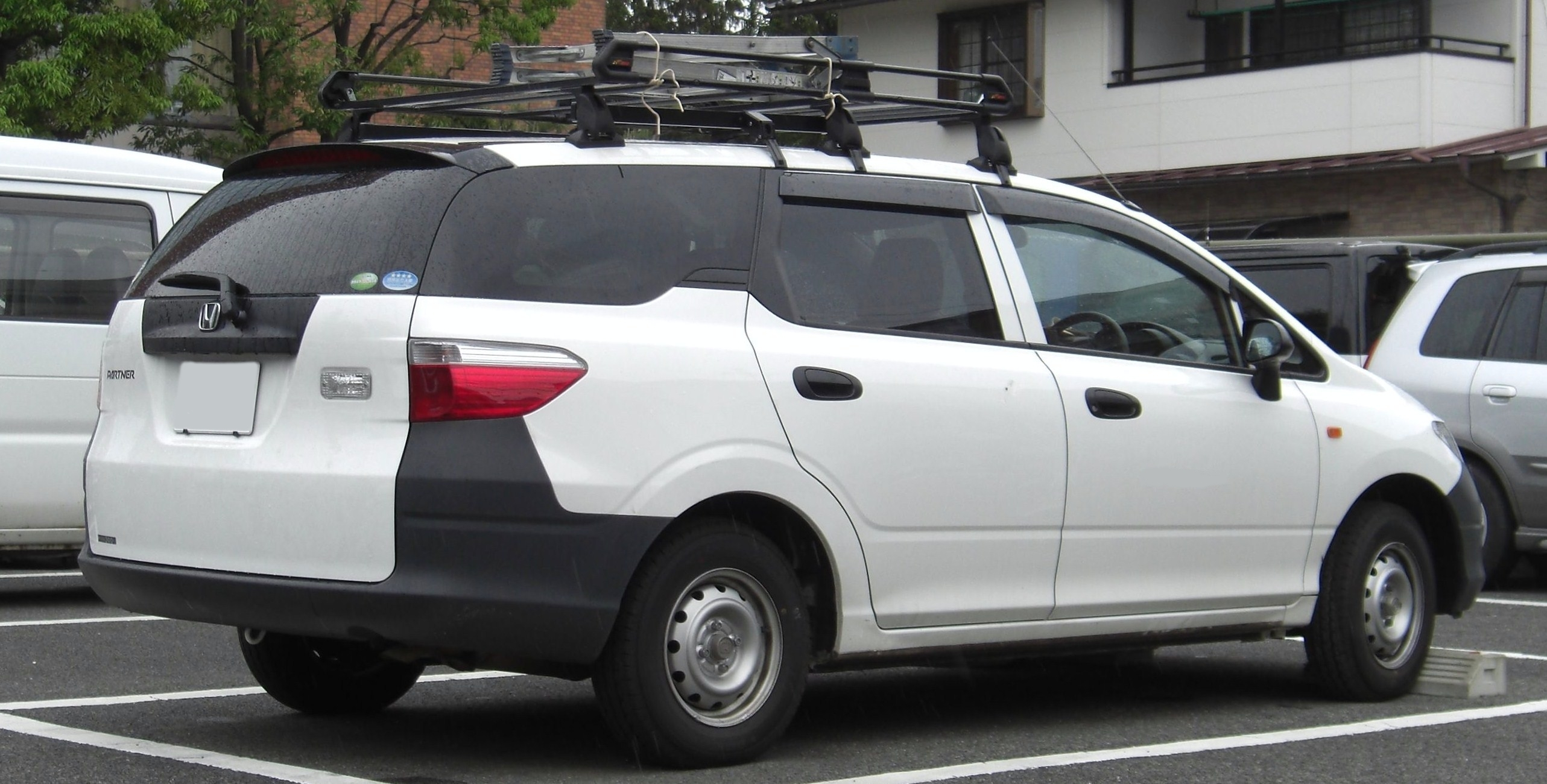
Honda Partner (Япония)

## Технические характеристики
Airwave приводился в движение 1,5-литровым (1496 см3) бензиновым двигателем L15A VTEC мощностью 81 кВт (109 л. с.) при 5800 об/мин и крутящим моментом 143 Н·м при 4800 об/мин. Двигатель сочетался в паре с бесступенчатой трансмиссией.

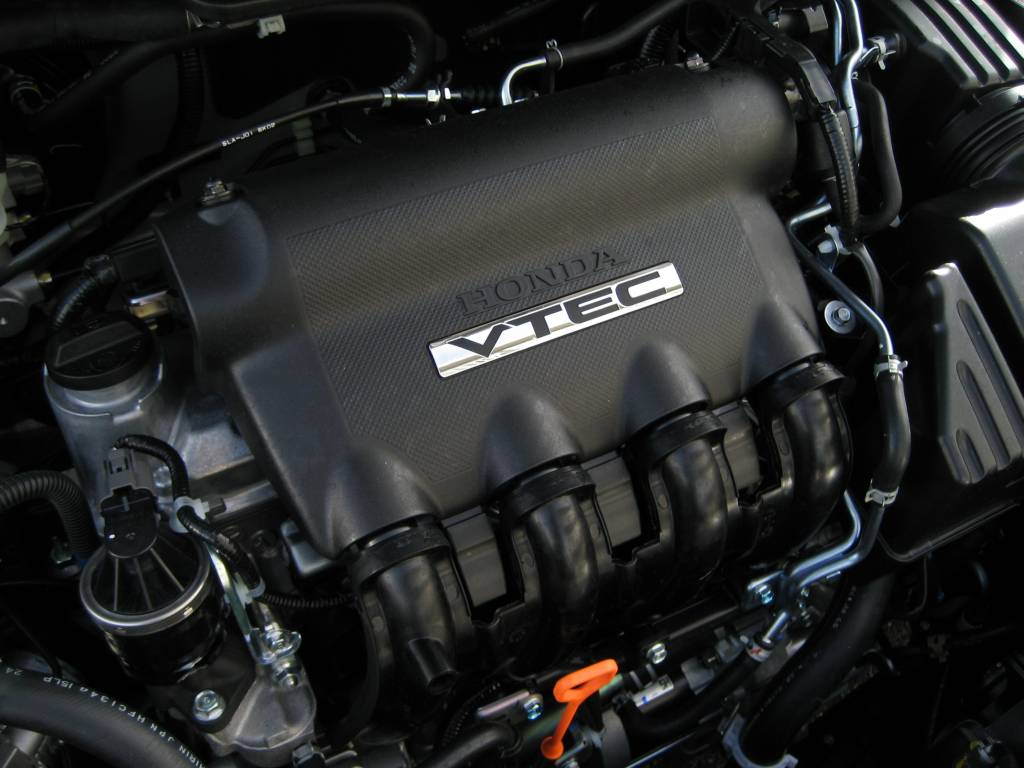
Двигатель L15A (1.5L SOHC VTEC)
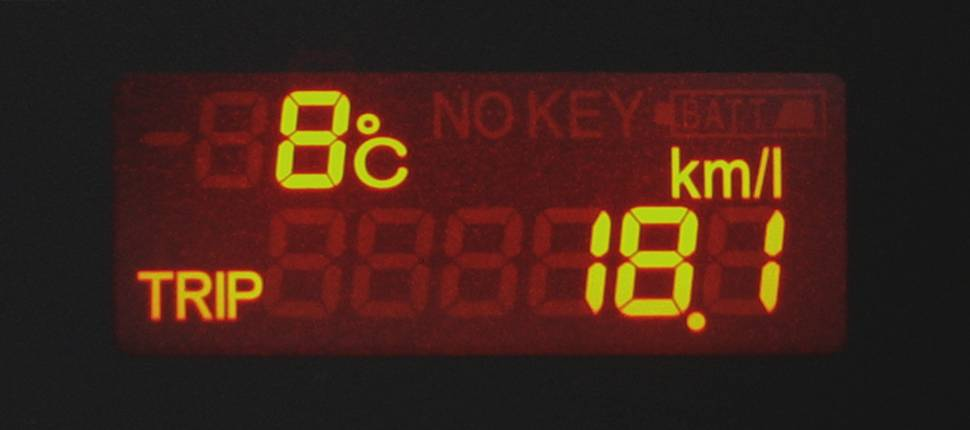
Индикатор экономии топлива

## Продажи
Автомобили Honda Airwave продавались на внутреннем рынке Японии, однако некоторые из них поставлялись по параллельному импорту в некоторые страны (например, Гонконг, Макао, Сингапур, Таиланд, Пакистан и Новая Зеландия). 

### Показатели продаж на внутреннем рынке Японии
| Год  | Продажи в Японии |
| ---- | ---------------- |
| 2005 | 43,846           |
| 2006 | 32,253           |
| 2007 | 21,175           |
| 2008 | 15,648           |
| 2009 | 9,052            |